# Шпигельблат, Александр
Александр Шпигельблат (идиш אַלכּסנדר שפּיגלבלאַט‎ — Алекса́ндер Шпи́глблат, англ. Alexander Spiegelblatt; 20 августа 1927, Кымпулунг-Молдовенеск, Королевство Румыния — 25 ноября 2013, Петах-Тиква, Израиль) — румынский и израильский поэт, прозаик и литературовед; писал на идише.

## Биография
Родился в Кымпулунге в семье часовщика Шмила Шпигельблата. Учился в хедере и в государственной гимназии, откуда вместе с другими учениками-евреями был исключён осенью 1940 года в связи с принятием в стране новых антисемитских законов. В 1941 году был вместе с семьёй депортирован в гетто Транснистрии, освобождён из копайгородского гетто наступающими войсками Красной Армии 22 марта 1944 года (большая часть семьи погибла).
Возвратившись в Румынию, работал ювелиром и одновременно завершил среднее образование в вечерней школе. Изучал русскую литературу в Бухарестском университете, в 1954—1958 годах работал на кафедре русской литературы там же, а также в бухарестском лицее имени Михая Эминеску. До 1963 года был членом редколлегии журнала на идише «Икуф блетер» (листки ИКУФ, Бухарест), где и дебютировал собственными произведениями в 1950 году. Одновременно был редактором раздела на идише двуязычной газеты «Revistei Cultului Mozaic» (Бухарест). Первый поэтический сборник А. Шпиглблата вышел в 1952 году в Бухаресте. Публиковался в двуязычном журнале «צײַטשריפֿט־כּתבֿ־עת» (периодическое издание, Бухарест).
С 1964 года — в Израиле, жил в Петах-Тикве. В 1971—1998 годах — ответственный секретарь редколлегии тель-авивского литературного журнала «די גאלדענע קייט» (ди голдене кейт — серебряная цепь). Публиковался на идише в различных периодических изданиях страны и за рубежом — «לעצטע נייעס» (Тель-Авив), «Ди пен» (Оксфорд), «Форвертс» (Нью-Йорк), «Цукунфт» (будущее, Тель-Авив); на румынском языке — в журнале «Viața noastră» (наша жизнь, Тель-Авив). Лауреат литературной премии имени Ицика Мангера (1984), премии президента Израиля по литературе (2004), премии имени Давида Гофштейна (2004).
Автор сборников поэзии и прозы, монографий, посвящённых творчеству поэта Ицика Мангера и баснописца Элиэзера Штейнбарга. Занимался переводами с иврита на идиш и румынский язык.

## Книги
- הײמלאַנד (хеймланд — родина, стихи). Бухарест: Государственное издательство литературы и искусства, 1952.
- אומרויִקע אותיות (умруике ойсиес — беспокойные буквы, стихи). Тель-Авив: Менора, 1969[9].
- פּאַפּירענע זעגלען (папирене зеглен — бумажные паруса, стихи). Тель-Авив: Голдене кейт, 1973[10].
- װאָלקנברעמען (волкнбремен — облачные брови, стихи). Тель-Авив: Голдене кейт, 1979[11].
- נשמה ליכט (нешомэ лихт — свет души, стихи). Тель-Авив, 1997.
- אין געלן צווישנליכט פון ערב רעגן: לידער (ин гелн цвишнлихт фун эрев рэйгн — в жёлтом просвете перед дождём, стихи). Тель-Авив, 1998.
- דורכן שפּאַקטיוו פֿון אַ זייגער־מאַכער (дурхн шпактив фун а зейгер-махер — через лупу часовщика, автобиографическая проза). Тель-Авив: И.-Л. Перец-Фарлаг, 2000.
- בלאָע ווינקלען: איציק מאַנגער — לעבן, ליד און באַלאַדע (блойе винклен: Ицик Мангер — лебн, лид ун баладэ — синие углы: Ицик Мангер — жизнь, стих и баллада). Тель-Авив: И.-Л. Перец-Фарлаг, 2002.
- שאָטנס קלאַפּן אין שױב (шотнс клапн ин шойб — тени стучат в оконное стекло, рассказы). Тель-Авив: Исроэл-бух, 2003.
- קרימעװע: אַן אַלטפֿרענקישע מעשׂה (кримеве: ан алтфренкише майсе — кримеве: старомодная притча, роман). Тель-Авив: Лейвик-фарлаг, 2005.
- דורך פֿאַררייכערטע שײַבלעך (дурх фаррейхертэ шайблех — через дымящиеся черепки). Тель-Авив: Лейвик-фарлаг, 2007.
- גרינער אומעט (гринер умет — зелёная тоска). Тель-Авив: Лейвик-фарлаг, 2007.
- געטונקען אין האָניק-צער (гетункен ин хоник-цар — погружённый в медовую грусть, стихи). Тель-Авив: Бейс Шолем-Алейхем, 2009.
- אַ משל זוכט אַ נימשל (а мошл зухт а нимошл — сказка в поисках морали, эссе о Элиэзере Штейнбарге). Тель-Авив: Бейс Шолем-Алейхем, 2013.

## Переводы
- נר נשמה (пер. на иврит Ш. Авни, 1997)
- פינות כחולות: איציק מאנגר — חיים, שיר ובלדה (пер. на иврит Й. Гур-Арье, 2009)
- דבש הצער (пер. на иврит Й. Гур-Арье, 2011)[12]
- מבעד לעינית השען (пер. на иврит Бени Мер[ивр.], 2017)
- Alexander Spiegelblatt. Durch das Okular eines Uhrmachers. На немецком языке. Salzburg: Otto Müller Verlag, 2003.
- Alexander Spiegelblatt. Schatten klopfen ans Fenster. Aus dem Jiddischen übersetzt von Kay Schweigmann-Greve. На немецком языке. Hannover: M. Wehrhahn Verlag, 2010[13].
- Alexander Spiegelblatt. Medresch Itzik und Medresch Rilke. На немецком языке. Wehrhahn, 2013.